# Philip Wylie (duatleta)
Philip Wylie es un deportista británico que compitió en duatlón. Ganó dos medallas de bronce en el Campeonato Europeo de Duatlón, en los años 2014 y 2015.

## Palmarés internacional
| Campeonato Europeo | Campeonato Europeo  | Campeonato Europeo | Campeonato Europeo |
| Año                | Lugar               | Medalla            | Prueba             |
| ------------------ | ------------------- | ------------------ | ------------------ |
| 2014               | Weyer (Austria)     | Medalla de bronce  | Individual         |
| 2015               | Alcobendas (España) | Medalla de bronce  | Individual         |